# Sonam Malik
Sonam Malik (ur. 15 kwietnia 2002) – indyjska zapaśniczka walcząca w stylu wolnym. Olimpijka z Tokio 2020, gdzie zajęła jedenaste miejsce w kategorii 62 kg.  
Zajęła jedenaste miejsce na mistrzostwach świata w 2022. Brązowa medalistka igrzysk azjatyckich w 2022, a także mistrzostw Azji w 2023. Dziewiąta w indywidualnym Pucharze Świata w 2020. Druga na MŚ juniorów w 2022. Mistrzyni świata kadetów w 2017 i 2019 roku.